# Basket Club Gries Oberhoffen
Le Basket Club Gries-Oberhoffen, est un ancien club français de basket-ball, basée sur les communes de Gries et Oberhoffen dans le département du Bas-Rhin en Alsace. En avril 2021, le club fusionne avec quatre autres club alsaciens (BC Souffelweyersheim, BC Nord Alsace, Weyersheim BB et Walbourg-Eschbach Basket) pour former l'Alliance Sport Alsace.

## Histoire
Le club est créé en 1948 sous le nom de Cercle Saint-Jacques Gries. Le 4 juin 1988, le club se renomme Basket Club Saint-Jacques Gries-Oberhoffen. En 1990, Gries-Oberhoffen accède en Nationale 4 et deux ans plus tard, en Nationale 3. Le club évolue au quatrième niveau national depuis 1998.
En Nationale 2, le club finit 5e sur 14 avec 16 victoires pour 10 défaites en 2012-2013, 3e sur 14 avec 19 victoires pour 10 défaites en 2013-2014, 2e sur 14 avec 18 victoires pour 8 défaites et est éliminé en quart de finale de play-off par Caen en 2014-2015. En 2015, Gries-Oberhoffen compte 350 licenciés. Le club fait une très belle saison 2015-2016 avec une première place en saison régulière (24 victoires pour 2 défaites) et bat Aubenas en quart de finale des play-off pour obtenir une montée en Nationale 1 pour la saison 2016-2017. Lors de la saison 2017-2018 le club finit premier de la saison régulière et monte en Pro B.

## Palmarès
- Champion de France NM1 : 2018
- Champion de France NM2 : 2016
- Trophée Coupe de France : 2007

## Salle
La salle du club se nomme l'Espace Sport La Forêt (aussi appelé Forest Arena). Sa capacité est de 1 450 places. Pour un match de Coupe de France contre Cholet le 20 janvier 2009, il y avait environ 3 300 spectateurs dans la salle.

## Joueurs et personnalités du club

### Entraîneurs
- 1991-1992 :  Marc Westermann
- 1992-1993 :  Guy Bousinière
- 1993-1994 :  Arnaud Kremser
- 1994-1995 :  Pierre Dietz
- 1995-1999 :  Olivier Bady
- 1999-janvier 2003 :  Marc Westermann
- janvier 2003-2003 :  Olivier Bady
- 2003-2004 :  Marc Bousinière
- 2003-2004 :  Mehdy Mary
- 2004-2005 :  Olivier Bady
- 2004-2005 :  Thierry Boes
- 2015-2020 :  Ludovic Pouillart

### Joueurs emblématiques
- Djakaria Sanoko
- Léo Westermann[3]
- Mateusz Kasperzec